# Tauhid-i Ilahi

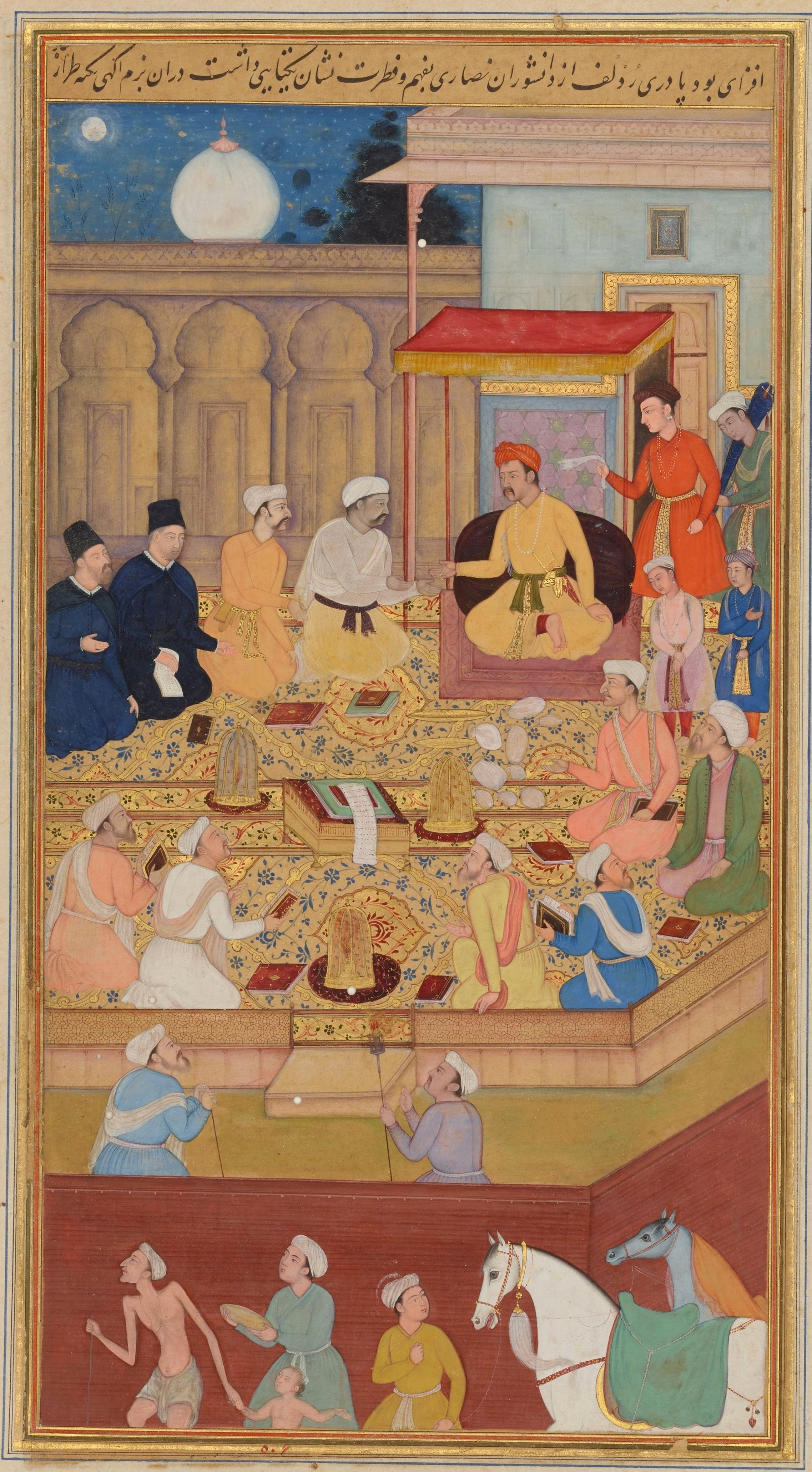
Àkbar presidint una assemblea religiosa a l'Ibadat Khana ('casa de l'Adoració'), a Fatehpur Sikri; els dos personatges vestits de negre són els jesuïtes Rodolfo Acquaviva i Francisco Henriques

Tauhid-i Ilahi ('monoteisme diví') va ser un moviment religiós sincrètic creat l'any 1582 a l'Índia per l'emperador mogol Àkbar. Aquest va intentar reunir-hi allò que segons ell tenien en comú les diverses religions que coneixia, és a dir, l'islam (tant sunnita com xiïta), l'hinduisme (en especial el jainisme), el sufisme, el mazdeisme i el cristianisme. Aquest moviment, però, va tenir molt pocs seguidors i no li va sobreviure.
Un historiador d'aquella època, Abd-al-Qàdir Badaüní, va anomenar el moviment Din-i Ilahi ('fe divina'), nom amb què també se'l coneix, però que porta a confusió: aquesta denominació assimila el que només era una societat d'estudis religiosos a una nova religió, cosa que implicaria que Àkbar hauria abandonat la seva fe, l'islam, cosa que no va fer mai.

## Història
Àkbar provenia d'un llinatge turcomongol, en què la tolerància cultural i els debats religiosos i filosòfics eren un costum tradicional; n'havien organitzat el mateix Genguis Kan, així com Khublai Khan a la Xina o Mehmet II a Constantinoble, entre molts d'altres. D'altra banda, el mateix Àkbar era fruit d'una barreja de corrents de pensament: la seva mare era xiïta, el seu pare sunnita, la seva cultura d'origen era persa amb un substrat de xamanisme procedent dels seus avantpassats, i es va educar a partir dels 14 anys influït per l'àmbit hindú.
Àkbar, que durant tota la seva vida va patir estats de trànsit religiosos, estava personalment i sincerament interessat a comprendre l'essència dels diversos ensenyaments religiosos que l'envoltaven, convençut que tots contenien un missatge comú. D'altra banda, amb la motivació d'instal·lar definitivament el poder mogol a l'Índia, va cercar la manera d'unificar el seu imperi, especialment tot mirant d'instaurar la tolerància i el respecte envers totes les creences.
Així, l'any 1575 va fer construir a la seva nova capital, Fatehpur Sikri, un indret anomenat Ibadat Khana ('casa de l'Adoració'), on cada dijous es reunien els representants de les diverses religions per debatre de llur fe i per homenatjar Déu tots junts.
Veient que, malgrat les discussions, cadascú mantenia les seves posicions, pretenent posseir l'única veritat i arribant fins i tot a provocar-se baralles, Àkbar va promulgar, l'any 1579, el dogma de la seva infal·libilitat, que el convertia en l'autoritat religiosa suprema. Aquest rang estipulava la seva supremacia sobre totes les institucions musulmanes pel que fa a la interpretació de l'Alcorà i fins i tot l'autoritzava a publicar edictes en oposició amb el llibre sagrat si ho considerava adient per a l'interès públic. Aquest edicte va provocar l'oposició de les classes dirigents musulmanes, oposició que es va accentuar l'any 1582, quan va fer el pas de proclamar el seu moviment ideal, Tauhid-i Ilahi, inspirant-se en el tipus de funcionament de les confraries sufís, el Suhl-i Kul, la "tolerància universal".
Aquesta societat, fortament estructurada al voltant de l'Islam xiita, prenia del jainisme el respecte de tota vida animal; el món, en tant que creació de Déu, es considerava un indret únic i unificat que reflecteix la singularitat i la unitat del seu creador; prohibia la pràctica del sati i autoritzava les segones núpcies de les vídues; implicava també una forma culte solar, potser inspirat pel zoroastrisme, però que també era un retorn cap a un vell ritus dels nòmades de l'estepa. Igualment proposava el culte a l'emperador, considerat com l'encarnació de la "persona perfecta" del sufisme, culte que va perdurar fins al final de l'imperi, molt de temps després de l'abandó del Tauhid-i Ilahi.